# Wilhelmus van Berkel
Wilhelmus Adrianus van Berkel (Enschot, 5 febbraio 1869 – Montreux, 11 dicembre 1952) è stato un inventore e imprenditore olandese.

## Biografia
Van Berkel era un macellaio con una grande passione per la meccanica. Si era prefisso di riuscire a costruire una macchina che gli consentisse di tagliare le fette di carne senza dover ricorrere al taglio manuale con il coltello. Dopo innumerevoli tentativi, ebbe finalmente l'idea giusta: una lama concava che ruotava perpendicolarmente contro un piatto mobile che scorreva avanti e indietro e sul quale era stato appoggiato il pezzo di carne o di salume da tagliare. Fu così che inventò l'affettatrice meccanica.
Il 12 ottobre 1898, van Berkel fonda la prima fabbrica a Rotterdam e già nel 1899, dopo un anno di attività, la Van Berkel's Patent Company Ltd produce e consegna 84 affettatrici.
Negli anni seguenti la produzione aumenta in maniera molto rapida. Data la grande utilità pratica della nuova invenzione, il successo della ditta Berkel è immediato, massiccio e mondiale.
La Berkel è stata una delle prime ditte (se non addirittura la prima in assoluto) a proporre ai propri clienti il sistema del pagamento rateale.
Durante la prima guerra mondiale la produzione dell'azienda si diversifica: oltre alle richiestissime affettatrici, vengono prodotte anche bilance commerciali di grande precisione, torni, strumenti meccanici in genere e persino aeroplani.
Wilhelmus van Berkel muore nel 1952, ma la ditta da lui fondata prosegue l'attività diventando un marchio di riferimento nel settore.
Nel 1993 la Berkel viene acquisita dalla multinazionale inglese GEC e nel 2004 passa ad un gruppo di imprenditori italiani.
Con più di un secolo di storia, le bilance e le affettatrici Berkel continuano a godere di vasto mercato e reputazione.
Gli apparecchi più antichi della storica ditta, apprezzati per la precisione meccanica e la qualità dei materiali, ma anche per la loro raffinata eleganza, sono diventati dei veri e propri oggetti di culto, molto ricercati e quotati dai collezionisti e dagli antiquari.

## Galleria d'immagini

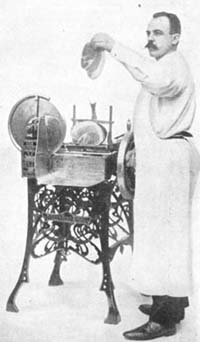
Il macellaio-inventore Wilhelmus Van Berkel con una sua affettatrice (1889)
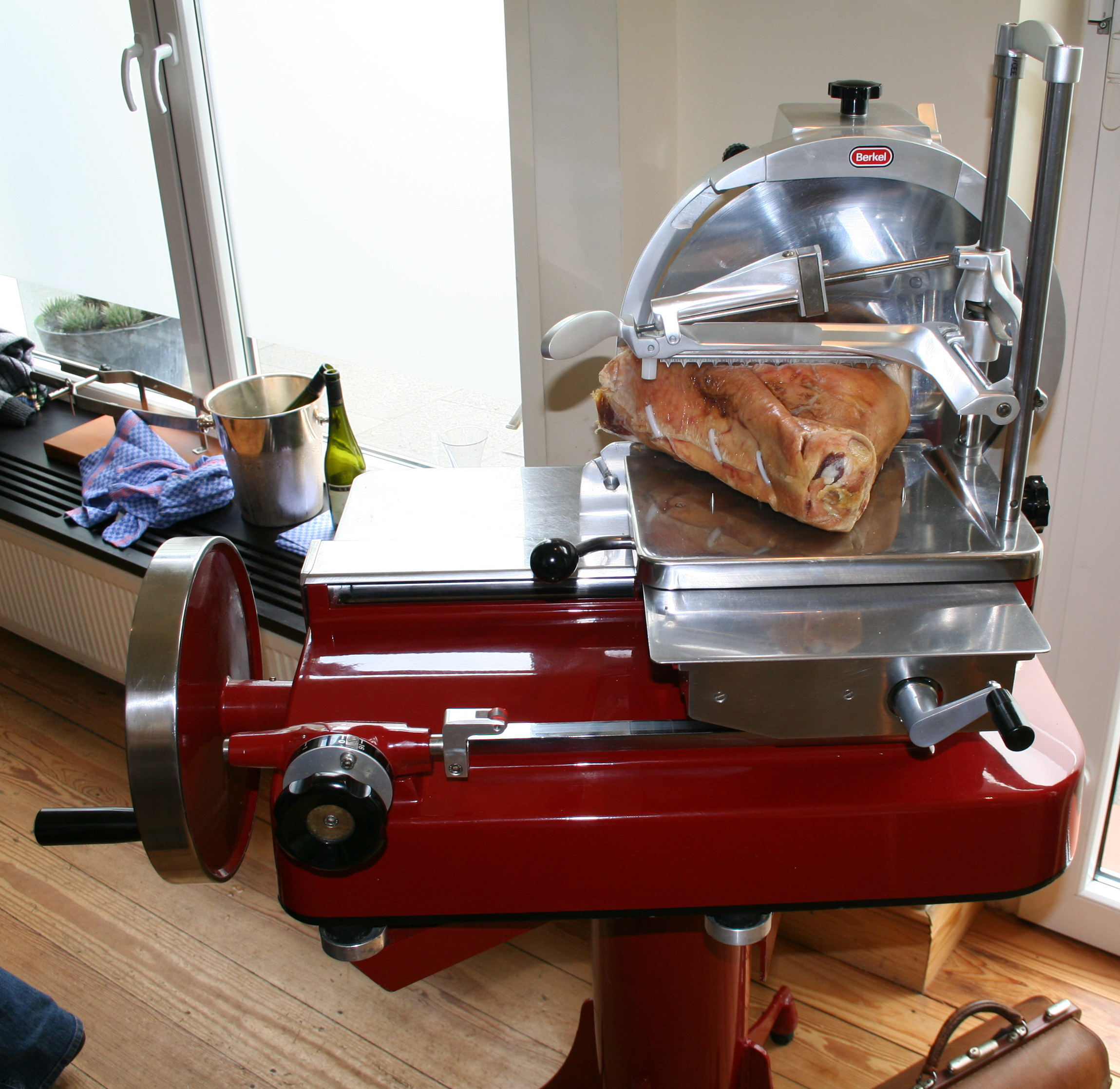
Affettatrice Van Berkel